# سيوبان تشامبرلين
سيوبان تشامبرلين (بالإنجليزية: Siobhan Chamberlain) (15 أغسطس 1983 بلندن في المملكة المتحدة - ) هي لاعبة كرة قدم بريطانية في مركز حراسة المرمى. شاركت مع منتخب إنجلترا لكرة القدم للسيدات. أما مع النوادي، فقد لعبت مع برمنغهام سيتي وتشيلسي ونادي أرسنال للسيدات ونادي أرسنال ونادي ليفربول لكرة القدم للسيدات وفانكوفر وايتكابس (نادي كرة قدم) ونادي تشيلسي لكرة القدم للسيدات وBristol City W.F.C. ‏ وFulham F.C. Women ‏ وNotts County Ladies F.C. ‏ وVancouver Whitecaps FC (women) ‏ وBirmingham City W.F.C. ‏.

## وصلات خارجية
- سيوبان تشامبرلين على موقع الاتحاد الدولي (مؤرشف)  (الإنجليزية)
- سيوبان تشامبرلين على موقع الاتحاد الأوربي (الإنجليزية)
- سيوبان تشامبرلين على موقع قاعدة بيانات كرة القدم.إي يو (الإنجليزية)
- سيوبان تشامبرلين على موقع Soccerway.com (الإنجليزية)
- سيوبان تشامبرلين على موقع عالم كرة القدم.نت (الإنجليزية)